# Benedikt Röskau
Benedikt Röskau (* 5. Oktober 1961 in Frankfurt am Main) ist ein deutscher Drehbuchautor.

## Leben
Noch während seines Studiums der Philosophie, Germanistik und Theaterwissenschaften in München wirkte er als Tontechniker bei zahlreichen TV- und Kinofilmen mit und schrieb, inszenierte und produzierte eine Reihe von Kurzfilmen. Drehbuchautor ist er seit 1988. 
Von 1997 bis 2007 war er Mitglied im Vorstand und von 2002 bis 2007 Mitglied des Geschäftsführenden Vorstands des VDD (Verband Deutscher Drehbuchautoren e. V.).
Einige seiner Drehbücher verfasste er in Co-Autorenschaft mit seiner 2019 verstorbenen Lebensgefährtin Sylvia Leuker. Aus der Beziehung ging ein Sohn hervor.

## Filmografie (Auswahl)
- 1998: Der Feuerteufel – Flammen des Todes
- 2000: Tattoo – Tödliche Zeichen
- 2003: Das Wunder von Lengede
- 2004: Tödlicher Umweg
- 2005: Mozart – Ich hätte München Ehre gemacht
- 2007: Contergan
- 2008: Nordwand
- 2009: Romy
- 2009: Faktor 8 – Der Tag ist gekommen
- 2009: Über den Tod hinaus
- 2012: Hannas Entscheidung
- 2016: Frau Pfarrer & Herr Priester